# Meloe brevicollis
Espèce
Meloe brevicollis est une espèce européenne d'insectes coléoptères de la famille des Meloidae.
On pensait qu'il avait disparu du Royaume-Uni depuis les années 1940 à cause de l'agriculture intensive. Toutefois, en 2007, une petite population est découverte au sud du Devon.
En 2010, 40 sujets sont découverts sur quatre sites sur l'île de Coll dans les Hébrides intérieures. Ce coléoptère ne vole pas et les larves parasitent certaines abeilles pour survivre, et on se demande donc comment il a pu arriver sur l'île. Jeanne Robinson, spécialiste en entomologie au musée de Glasgow Museums dit qu'« ils sont très vulnérables aux perturbations, et les sites de Devon et Coll ont en commun d'être restés très longtemps sans être dérangés par l'homme... Nous espérons pouvoir faire des analyses génétiques pour voir d'où vient cette population. ». On a observé ce coléoptère en Irlande et c'est peut-être de là que ces populations sont originaires.